# Agua de Dios (ort)
Agua de Dios är en ort i Colombia.   Den ligger i departementet Cundinamarca, i den centrala delen av landet, 70 km väster om huvudstaden Bogotá. Agua de Dios ligger 384 meter över havet och antalet invånare är 10 875.
Terrängen runt Agua de Dios är kuperad österut, men västerut är den platt. Terrängen runt Agua de Dios sluttar västerut. Runt Agua de Dios är det ganska tätbefolkat, med 172 invånare per kvadratkilometer. Närmaste större samhälle är Girardot City, 17,4 km sydväst om Agua de Dios. Omgivningarna runt Agua de Dios är en mosaik av jordbruksmark och naturlig växtlighet.